# Carlsbad (Nowy Meksyk)
Carlsbad – miasto w Stanach Zjednoczonych, w południowo-wschodniej części stanu Nowy Meksyk, siedziba hrabstwa Eddy, w dolinie rzeki Pecos. Według spisu w 2020 roku liczy 32,2 tys. mieszkańców. 